# Интеграза
Интеграза (IN) — фермент, катализирующий интеграцию (включение) ДНК вируса (ретровируса, в частности, ВИЧ) в хромосому клетки-хозяина. Перед интеграцией линейные молекулы ДНК вируса сначала замыкаются в кольцо и затем уже встраиваются.
Ретровирусные интегразы — ключевой компонент прединтеграционного комплекса.
Сходные ферменты фагов — phage integrase, например λ phage integrase (Int).

## Структура
Все ретровирусные интегразы состоят из трех канонических доменов:
- N-концевой цинк-связывающий домен с мотивом HHCC (например, His12 His16 Cys40 Cys43 у ВИЧ-1);
- каталитический домен (RNaseH);
- C-концевой ДНК-связывающий домен (SH3).

Изучена структура доменов интеграз вирусов HIV-1, HIV-2, SIV, Rous Sarcoma Virus (RSV), первые результаты опубликованы в 1994 году.
Имеются данные, свидетельствующие, что интеграза функционирует как тетрамер.
Несколько белков клетки взаимодействуют с интегразой, в частности, человеческий хроматин-ассоциированный LEDGF.

## Интеграза ВИЧ
Вирус иммунодефицита человека содержит интегразу размером 32 кДа в гене Pol. Данный фермент является перспективной целью для АРВТ. Используется 3 препарата, являющихся ингибиторами интегразы ВИЧ: Ралтегравир (RAL, Исентресс, с 2007 года), Долутегравир (DTG, Тивикай), Элвитегравир (EVG, с 2012 года)